# Sterna trudeaui
La sterna di Trudeau (Sterna trudeaui, Audubon, 1838), è un uccello della sottofamiglia Sterninae nella famiglia Laridae.

## Tassonomia
Sterna trudeaui non ha sottospecie, è monotipica.

## Distribuzione e habitat
Questa sterna nidifica nel Brasile sudorienale, in Uruguay e in Patagonia sul versante atlantico, in Cile su quello pacifico. In inverno migra a nord nel Perù meridionale o in Brasile nello stato di Rio de Janeiro. È di passo in Paraguay e sulle Isole Falkland.